# Le Larderet
Le Larderet es una comuna francesa situada en el departamento de Jura, en la región de Borgoña-Franco Condado.

## Demografía
| 58 | 60 | 52 | 48 | 63 | 72 | 50 |
| Para los censos de 1962 a 1999 la población legal corresponde a la población sin duplicidades (Fuente: INSEE [Consultar]) |    |    |    |    |    |    |